# Шумата
Шу̀мата е село в Северна България, община Севлиево, област Габрово.

## География
Село Шумата се намира на около 20 km запад-северозападно от центъра на град Габрово и 12 km юг-югозападно от град Севлиево. Разположено е в Средния Предбалкан, в северните подножия на Черновръшки рид. Надморската височина на площада при църквата е около 310 m. Река Росица тече на около 1,5 – 2 km югоизточно от селото. Общинският път GAB1176 свързва Шумата на север с второкласния републикански път II-44 и по него със Севлиево, а на югоизток – с близкото село Батошево и в него с третокласния републикански път III-6072, който на югозапад води до град Априлци, а на североизток – до връзка преди село Горна Росица с третокласния републикански път III-4402.
В землището на Шумата северозападно от селото има четири микроязовира.
Населението на село Шумата, наброявало 1112 души при преброяването към 1934 г., намалява до 880 към 1965 г., 684 към 2001 г. и 388 към 2011 г., а към 2019 г. наброява (по текущата демографска статистика за населението) 443 души.

## История
Следи от разумен човешки живот в землището на днешното село са открити още от неолита. Тракийски надгробни могили има в местностите Могили и Аговото (унищожена) и в двора на Генко Атанасов Десев. От епохата на римското владичество са възникнали в близост 2 късноантични крепости: на местността Имането над село Енев рът и на местността Града над село Батошево.
В началото на 80-те години на XVIII век българи започнали поединично да се заселват из просторното землище – от местността Шумака до Илощица. Според записани спомени един от първите заселили се към 1782 г. е Колю Попилев, син на поп Илю от Батошево. Той купува 200 дюлюма земя от един богат душевски турчин, като плаща в натура: черна кобила с бяло конче. Колю Попилев заварва други четирима заселници, дошли много малко преди него: първият се числял към Енев рът, която възникнала преди Шумата вторият му съсед бил Печо Гергев – заселил се в 1781 г. Другите двама заселници се установили около Калаенския дол. Тези петима заселници положили началото на нова българска махала към Батошевската община. Потокът на заселници се увеличил в началото на XIX в., когато Османската империя преодоляла вътрешните си размирици – кърджалийските набези. В централната част на днешното село първи заселник между 1815 – 1820 г. бил Тотю Илиев Тотев (ок. 1790 – ок. 1875), който слязъл от махала Пульовци, Стокенско. Той станал родоначалник на големия род Темели. В съседство с Тотю Илиев Темел се заселили братята Колю и Стоян Кацарски. Идващите нови заселници сложили началото на родовете Ратковци, Друмеци, Мачковци, Момеци, Кабакчии, Котови и т.н.
Тези заселници сечели вековната гора и оформяли дворовете си, нивите си. От гората, от шумата на дърветата, произлязло името на новото селище – „онези там в шумата“, „живущите в шумата“ (т.е. из гората) – и оттам махала Шума или Шумата. За пръв път това име документирано се среща в Парусията (или Кондиката) на възобновения през 1836 г. Батошевски мъжки манастир „Успение Богородично“. През 1857 г. от „махала Шумата“ на поклонение в светата обител отиват две семейства: на Тотю и Пена и на Илия и Кера. Това са фактически семействата на Тотю Илиев Тотев – Темел и на малкия му син Илия Тотев (1826 – 1899). За пръв махлебашия (кмет на махалата) бил избран Лазар Братованов.
До Освобождението историята на махалата била неразривно свързана с нахийския център Батошево. Там шумненци ходели да се черкуват. Когато през 1845 г. в Батошево било открито килийно училище, любознателните и по-заможни шумненци ходили там да сричат наустницата и светчето.
През периода на националноосвободителното движение през махала Шумата на път за Батошево и манастира са минавалиВасил Левски, отец Матей Преображенски, Ангел Кънчев и други революционни дейци. Шумата участва в Априлското въстание и от селото загиват пет души. През лятото на 1877 г. една руска казашка продоволствена част пристигнала в Шумата и се установила на бивак в гористата тогава местност на юг от днешните гробища, между шосето за Севлиево и пътя за махала Мачковци. След заминаването на казашката част за Габрово, шумненци нарекли мястото на руския бивак Казашкото.
От 1878 до 1926 г. Шумата в административно отношение останава махала, подчинена на Батошево, въпреки че по брой на населението още преди Освобождението е била по-голяма. В един запазен списък от 1872 г. в Батошево е имало 74 домакинства, а в Шумата 127. В Енев рът те са били 139. До 1926 г. шумненци, кметове в Батошево, са били: Дянко Татев, Първо Христов, Татю Лазаров, Киро Илиев, Марин Тотев Стойков – някои с по-няколко мандата. Първенството води Тотю К. Геков, който поддържан от Христо Кацарски, кметувал непрекъснато цели 15 години.
До 1907 г. децата от Шумата ходят на училище в Батошево. Едва през 1907 г. е открито първоначално училище с една паралелка (I отделение). То се помещава в дюкяна на Татю Лазаров, а по-късно се мести в дюкяна на Христо П. Кацарски. Едва през 1912 г. е построена сегашната стара училищна сграда, но поради двете войни – Балканската и Междусъюзническата, окончателното ѝ завършване станава в 1914 г. Тогава са открити още три отделения, но поради малкия брой на учениците, обучението се в слети класове.
Военните години от 1912 до 1918 г. чувствително засегнали поминъка на шумненци. За фронта били иззети големи количества фураж и храни, впрегаем добитък и др. Голяма част от работоспособното мъжко население заминало по фронтовете и дало 27 жертви. При избухването на Балканската война в 1912 година човек от Шумата е доброволец в Македоно-одринското опълчение.
През 1926 г. Шумата имала 1114 жители, а Енев рът – 770. Според статистически сведения 60,27 % от домакинствата притежавали от 21 до 30 дка земя; 12,27 % – от 1 до 10 дка и т.н. Ето защо по-събудените хора от Батошево на 9 март 1909 г. основали районна кредитна кооперация (или земеделско-спестовно заемно дружество) под името „Помогни си сам“. От общо 53 основатели на кооперацията, 14 (или 26, 4 %) били от махала Шумата.
Около 30 шумненци споделят тежката съдба на емигранти в САЩ и Аржентина. Други отишли в царска Русия и съседните балкански държави. Шумненски емигранти достигнали чак Австралийския континент.
Дразгите и неприятностите с батошевци завършили през 1926 г., когато Шумата административно се отделила от Батошево и станала кметство. С указ № 28, обнародван на 31 януари 1928 г. махалата официално била призната за село. За подпомагане на земеделските стопани шумненци още на 10 април 1926 г. провели учредително събрание и създали кредитна кооперация „Зора“. Първоначално тя била с 21 учредители, а през 1944 г. брояла около 150 члена. Две от големите събития по това време били прокарването на телефонна линия със с. Батошево и електрифицирането на селото през 1927 – 1928 г.
До началото на 20-те години на ХХ в. културен център за шумненската младеж е Батошевското читалище „Напредък“, основано през 1881 г. От 1921 г. махалата основава свое читалище, носещо същото име „Напредък“. Най-активна дейност провежда театралната група.
Дълго време шумненци се черкуват в Батошево. На 28 февруари 1932 г. е избрано църковно настоятелство, което определя двора на бъдещата църква. На 2 март 1938 г. е избрано ново църковно настоятелство, което решава храмът да се построи по стопански начин, като се изразходват събраните 467 000 лв. За построяване на храма е назначен архитект Стефан Попданаилов от Габрово и техник-ръководител Петър Григоров от Севлиево. Основният камък е положен на 8 ноември 1938 г., а на 8 ноември 1944 г. става освещаването му. Пръв свещеник бил Доню Г. Сариев, а след него – Игнат (Гатю) Беров. Иконите са изписани от Лалю Трифонов от село Топлеш, Габровско през 1946 – 47 г. Външната мазилка на църквата, оградата и камбанарията са довършени през периода 1947 – 1973 г.
Според данни от 1950 г. от общо 375 домакинства, 32 са безимотни, повечето притежават между 15 и 40 дка и само трима имат над 100 дка.
На 3 октомври 1957 г. е кооперирана земята в Шумата. Прокарана е 25 км водопроводна мрежа. От 20 км улична мрежа в селото – 10 км са с асфалтова поливка, осем улици са обаластрени. През 1971 г. се оформя модерен площад, реконструира се изцяло търговската мрежа, построяват се нови магазини, сладкарница, ресторант, фурна.
В сградата на кметството през 1972 г. се открива пощенски клон, а през 1974 г. се прокара радиоуредба в цялото село. През пролетта на 1972 г. се открива училище „Митко Палаузов“, по-късно прекръстена на „Васил Левски“, с интернатно обучение до 8 клас, в което учат средно по 130 деца годишно. През 1977 г. се открива и нова целодневна детска градина за 30 деца с парно отопление. През същата 1977 г. се построи и открива и механичен цех.
До 1923 г. в Шумата има три влашки семейства, които живеят на местността Митьови гръсти, на общинската мера. През 1923 г. те са заселени до селото в местността Минчево. До 1944 г. живеят от просия, в крайна мизерия. След 1945 г. власите започват кампанийно да чукат камъни и да изкарват прехраната си. Днес власите са доминираща част от населението на селото. Те заработват в новия цех, в ДИП „Митко Палаузов“, в ТКЗС, в Габрово, Дряново и в други промишлени центрове. Сега близо 80 процента от влашкото население работи в чужбина, предимно в съседна Гърция.

## Население
Преброяване на населението през 2011 г.
Численост и дял на етническите групи според преброяването на населението през 2011 г.:
|                     | Численост | Дял (в %) |
| Общо                | 388       | 100,00    |
| Българи             | 387       | 99,74     |
| Турци               | 0         | 0,00      |
| Цигани              | 0         | 0,00      |
| Други               | 0         | 0,00      |
| Не се самоопределят | 0         | 0,00      |
| Неотговорили        | 1         | 0,25      |

## Обществени институции
Село Шумата към февруари 2021 г. е център на кметство Шумата. Населените места в кметството са селата Шумата и Енев рът.
В село Шумата към 2021 г. има:
- читалище „Напредък – 1921“;[9][10]
- общинско основно училище „Васил Левски“;[11]
- православна църква „Свети Димитър“;[12]
- пощенска станция;[13]